# Easy Band All Stars
Easy Band All Stars – zespół powstały w 1996 r. w Warszawie.
W początkowym okresie najczęściej występujący muzycy to: gitarzysta – Sebastian Skalski (znany również jako DJ i producent Sebastian Skalski (DJ Seb), basista – Filip Jurczyszyn oraz perkusista – Bartek Ważny „Ważniak”. Klawisze obsługiwał początkowo Michał „Misiek” Marecki (później m.in. Sidney Polak i T.Love), ale opuścił grupę, a jego miejsce zajął Piotr Zabrodzki (Mista Pita). Z czasem skład powiększył się o sekcję dętą w składzie: Tomek Stąpor – puzon, Alicja Wołyńczyk – alt i Marcin Ołówek – trąbka. Po krótkiej i owocnej współpracy Sekcja opuściła zespół, aby stać się podporą innej warszawskiej formacji Transmisja. W ich miejsce z EBAS związani byli różni muzycy m.in. puzoniści: Grzegorz Turczyński i Darek „Struś” Plichta, saksofoniści – Marcin Gańko, Karol Gołowacz oraz trębacze: Dominik Trębski i Kuba Zborowski. Na drodze muzycznych poszukiwań EBAS „wcieliło” w swe szeregi amerykańskiego rapera MC Apex oraz wokalistów rodem z Somalii Abba Mohadin Shaira oraz Elmi Abdiego. W kwietniu 2000 ukazała się płyta zespołu E.B.A.S, wieńcząca czteroletnią działalność i zamykająca okres współpracy z Mc Apex, Abba Mohadin i Elmi Abdi. Na płycie oprócz większości ww. muzyków zagrał Mikołaj „Mikus” Wielecki, obecnie lider zespołu Ritmodelia i ceniony muzyk sesyjny. 
W późniejszym okresie do grupy dołączyła nowa grupa wokalistów: Oskar Iwaniuk, Iza Kowalewska (obecnie m.in. Muzykoterapia), Olga Stopińska, Aga Skrzypek znana szerzej jako Aga Zaryan oraz klawiszowiec Michał „Fox” Król. Brzmienie zespołu zmieniło się wówczas z garażowo-korzennego na klubowe. EBAS stale koncertował, jednocześnie myśląc o kolejnej płycie, niestety nagrania zarejestrowane w tym okresie nie zostały nigdy skończone, ani wydane. Kilka utworów z płyty „Easy Band All Stars” zostało umieszczone na składankach dołączanych do pisma Machina. Z czasem grupa uległa praktycznemu rozkładowi. Poszczególni członkowie zaangażowali się w nowe projekty, a część pod nazwą Easy Band sporadycznie występowała w warszawskich klubach, by zaprzestać tej działalności ok. roku 2005.